# 足寄町郷土資料館
足寄町郷土資料館（あしょろちょうきょうどしりょうかん）は、北海道足寄郡足寄町に位置する資料館。

## 概要
2004年（平成16年）まで旧足寄村役場の建物を資料館として利用していたが、2008年（平成20年）4月1日より現在の旧中足寄小学校に移転となった。

## 歴史
旧足寄村役場（昭和9年建築）の建物を資料館として利用していた頃は、一階は農具を中心とした展示・二階は生活関連用具と遺跡から出土した土器などを展示していた。しかし、施設の老朽化や資料の増加による施設の狭小化のために、現在の旧中足寄小学校へ移転する運びとなった。
現在は廃校になった町内の学校の資料や、開拓資料、日本国有鉄道の池北線～北海道ちほく高原鉄道ふるさと銀河線などの鉄道資料など各部門ごとに展示してある。

## 所在地・開館時間等
- 所在地：北海道足寄郡足寄町中足寄43番地12
- 開館時間：4月7日以降は13時～16時まで、5月～8月は13時～16時まで、9月～10月は観覧希望日に応じて開館
- 休館日：4月7日～30日は平日、5～8月は日曜日・月曜日・祝休日、9月～10月は観覧希望時間に応じて開館
- 入館料：無料

## アクセス
- 自家用車：帯広市街地から約66km
- 道東自動車道足寄インターチェンジから約1km